# زانکت میشل ایم لونگو
زانکت میشل ایم لونگو (به آلمانی: Sankt Michael im Lungau) یک منطقهٔ مسکونی در اتریش است که در ناحیه تامسوگ واقع شده‌است. زانکت میشل ایم لونگو ۶۸٫۸۰ کیلومتر مربع مساحت دارد ۱٬۰۷۵ متر بالاتر از سطح دریا واقع شده‌است.